# Anatomic P2P
Anatomic P2P là một mạng đồng đẳng phân tán dựa trên giao thức BitTorrent. Tất cả các phần mềm có dạng Anatomic P2P đều được phát hành theo giấy phép GNU. Anatomic P2P chứa rất nhiều tập lệnh và chương trình ứng dựng, bao gồm tập lệnh máy theo dõi (tiếng Anh: tracker (or node) script), tập lệnh máy siêu theo dõi (tiếng Anh: supertracker (or supernode) script), ứng dụng quản lý và máy khách. Tất cả các tập lệnh đều được viết bằng ngôn ngữ lập trình PHP nhưng có thể hoạt động dựa trên các ngôn ngữ lập trình khác. Tất cả các ứng dụng đều được viết bằng ngôn ngữ lập trình Python.

### Phân phối tệp
Để phân phối tệp trên mạng thông thường người ta tạo ra một tệp torrent. Tệp torrent phải được gieo trên mạng đồng đẳng, nghĩa là nó sẽ thông báo đến siêu nút và nút (bằng HTTP) rằng tệp này sẽ được chia sẻ trên mạng. Để phân phối tệp torrent người dùng có thể thực hiện rất đơn giản bằng công cụ hướng dẫn từng bước. Mạng đồng đẳng Anatomic P2P là một mạng có tính tương thích ngược, cho phép các chương trình BitTorrent khác sử dụng Anatomic P2P để gieo tệp torrent.

### Chương trình
Chương trình của Anatomic P2P được viết bằng ngôn ngữ lập trình Python và PyGTK khiến cho chương trình có thể chạy trên nhiều hệ điều hành khác nhau Windows, Linux hoặc Mac OS X (cả phiên bản máy chủ). Mã nguồn của Anatomic P2P được phát triển dựa trên BitTornado, Anatomic P2P cũng có phiên bản chạy dưới dạng dòng lệnh.

### Mạng
Anatomic sử dụng một chuỗi các nút chia sẻ dữ liệu và siêu nút (như máy siêu theo dõi) để chia sẻ tệp. Một nút trên mạng Anatomic P2P là một phiên bản chỉnh sửa của máy theo dõi trong giao thức BitTorrent, nút này được viết bằng ngôn ngữ lập trình PHP. Siêu nút chứa một chỉ mục các tệp torrent đang được chia sẻ trong mạng. Một nút đang ở trong trạng thái chia sẻ tệp được gọi là máy đồng đẳng chia sẻ (tiếng Anh: peer-sharing). Do không có điểm tập trung nên mạng Anatomic P2P là phân tán.